# Municipio XI
Municipio Roma XI ist die elfte administrative Unterteilung der italienischen Hauptstadt Rom.
Die Assemblea Capitolina (Stadtrat von Rom) errichtete mit seiner Resolution Nr. 11 am 11. März 2013 das Municipio, welcher das ehemalige Municipio Roma XV und zuvor Circoscrizione XV ersetzte.

## Geographie

### Geschichtliche Unterteilung
Auf dem Territorium des Municipio sind die folgenden topografischen Bereiche der Hauptstadt Rom:

#### Quartiere
- Q. XI Portuense
- Q. XII Gianicolense

#### Suburbi
- S. VII Portuense
- S. VIII Gianicolense

#### Zone
- Z. XL Magliana Vecchia
- Z. XLI Ponte Galeria

### Administrative Gliederung
Das Municipio Roma XI umfasst die gleichen Zone Urbanistiche wie das vormalige Municipio Roma XV:
| 15A              | Marconi          | 34.902  |
| 15B              | Portuense        | 29.366  |
| 15C              | Pian due Torri   | 25.630  |
| 15D              | Trullo           | 30.714  |
| 15E              | Magliana         | 5.324   |
| 15F              | Corviale         | 16.294  |
| 15G              | Ponte Galeria    | 12.331  |
| Nicht zugeordnet | Nicht zugeordnet | 1.025   |
| Insgesamt        | Insgesamt        | 155.586 |

### Fraktion
Im Territorium des Municipio sind folgende Fraktionen der Stadt Rom:
- Piana del Sole
- Ponte Galeria-La Pisana
- Spallette

## Präsident
| Wahlperiode | Wahlperiode | Präsident          | Partei |
| ----------- | ----------- | ------------------ | --- |
| 1973        | 1977        | Giuditto Miele     | Partito Socialista Italiano und andere |
| 1981        | 1985        | Giuditto Miele     | Partito Socialista Italiano, Partito Comunista Italiano, Partito Socialista Democratico Italiano, Partito Repubblicano Italiano und Partito Liberale Italiano |
| 2013        | 2016        | Maurizio Velloccia | Partito Democratico |
| 2016        |             | Mario Torelli      | MoVimento 5 Stelle |